# Иннокентий (Сокаль)
Епи́скоп Инноке́нтий (в миру Ива́н Ива́нович Сокаль; 7 (21) января 1883, Корхов, Холмская губерния — 14 мая 1965, Смоленск) — епископ Русской православной церкви, епископ Смоленский и Дорогобужский.

## Биография
Родился 7 января 1883 года в селе Корхов Холмской губернии (ныне — Люблинское воеводство, Польша) в крестьянской семье.
Окончил Варшавское духовное училище, а в 1906 году — Холмскую духовную семинарию.
В 1910 году окончил Киевскую духовную академию со степенью кандидата богословия за диссертацию «Западнорусские полемические сочинения против протестантства в XVI—XVII вв. (до 1640 г.)».
26 сентября 1910 году был назначен помощником инспектора Курской духовной семинарии.
Вскоре Иван вступил в брак с Трегубовой Марией Софроньевной и принял диаконский сан.
14 октября 1912 года был рукоположён в сан иерея в Курской епархии, в городе Рыльске, преосвященным Никодимом, епископом Рыльским.
В 1912 году он был переведён на должность инспектора в Рыльск, где вместе с духовным училищем помещались и четыре класса семинарии.
Принимал непосредственное участие в открытии мощей святителя Иоасафа Белгородского. Впоследствии вспоминал об этом так: «Это были для меня счастливые дни, оставившие впечатление на всю жизнь».

### Заграничное служение
В 1919 году протоиерей Иоанн был командирован церковным священноначалием в Палестину для приёма от англичан имущества Русской духовной миссии.
С 1921 по 1931 год состоял инспектором духовных семинарий в Югославии. В 1927 году сербским правительством он был награждён орденом Святого Саввы IV степени за духовно-просветительскую деятельность.
С 1931 по 1940 год он был первым священником в составе причта Свято-Троицкой церкви Белграда.
В 1932 году был награждён золотым наперсным крестом с украшением определением Архиерейского Синода Русской Православной Церкви заграницей.
Участвовал во II всезарубежном соборе, прошедшем С 14 по 24 августа 1938 года в Сремских Карловцах.
В 1940 году назначен настоятелем Свято-Троицкой церкви Белграда.

### Годы Второй Мировой войны
7 сентября 1944 года Архиерейский Синод РПЦЗ во главе с Пероиерархом РПЦЗ митрополитом Анастасием (Грибановским) накануне своего отъезда из Югославии издал указ о возложении на настоятеля Свято-Троицкой церкви протоиерея Иоанна Сокаля, как на старшего из оставшихся в Белграде священнослужителей, возглавление Епископского Совета и управление русскими церковными общинами в Югославии на правах благочинного. 12 сентября Архиерейский Синод Сербской православной церкви письменно запросил протоиерея Иоанна, на каких канонических основаниях и в каких условиях предполагается дальнейшее существование Русской Церкви на территории Югославии. Получив этот запрос, протоиерей Иоанн 18 сентября созвал общее собрание Епископского Совета и приходского совета Троицкой церкви Белграда, на котором единогласно была принята резолюция: «Обратиться с просьбой к Св. Архиерейскому Синоду Сербской Православной церкви, чтобы он принял Русскую церковь в Югославии под своё покровительство и чтобы назначил одного из архиереев для дел, требующих епископской санкции». Таким архиереем был назначен епископ Владимир (Раич). 14 ноября того же года Сербский Синод отменил действие определения Архиерейского Собора Сербской Церкви от 31 августа 1921 года о принятии под защиту Зарубежной Русской Церкви с сохранением её самостоятельной юрисдикции на территории страны.
В начале сентября 1944 года, незадолго до освобождения Югославии советскими войсками, страну покидали русские эмигранты. Но многие священники, не желая бросать свою паству, оставались. Для ряда пастырей освобождение Югославии Красной армией связывалось с надеждой воссоединения с Московским Патриархатом, отношения с которым давно были прерваны по причинам церковно-политического характера.
Осенью 1944 года в Москву на имя Местоблюстителя Всероссийского Патриаршего престола Высокопреосвященнейшего митрополита Ленинградского и Новгородского Алексия (Симанского) было отправлено специальное письмо, подписанное настоятелем Свято-Троицкого храма в Белграде протоиереем Иоанном Сокалем с ходатайством о возвращении на Родину и вхождении в состав Московской Патриархии.
Письмо-обращение протоиерея Иоанна Сокаля не осталось без ответа. В начале 1945 года глава Русской Православной Церкви в письме к митрополиту Скоплянскому Иосифу (Цвийовичу), писал о предстоящем направлении особой делегации во главе с епископом Кировоградским Сергием (Лариным) по «деловым вопросам, касающимся наших Церковных взаимообщений и, в частности, по вопросу о переходе в наше ведение Мукачевско-Пряшевской епархии, а также тех русских приходов, которые находятся в ведении протоиерея Сокаля». Это письмо не осталось тайной для русского духовенства в Югославии и, прежде всего, для протоиерея Иоанна Сокаля.
В феврале 1945 года протоиерей Иоанн Сокаль был участником торжества по поводу избрания на Патриарший престол Святейшего Патриарха Московского и всея Руси Алексия.
10 апреля 1945 года на имя Святейшего Патриарха Алексия I высылается письмо, в котором протоиерей Иоанн Сокаль просил «принять весь русский приход Белградской церковной общины в юрисдикцию Русской Церкви, чтобы наша церковная жизнь в дальнейшем могла протекать под непосредственным архипастырским руководством Вашего Святейшества», подчеркивая, что «моральным для нашего ходатайства служит то обстоятельство, что мы не принимали в общем направлении Карловацкого Синода и в его деятельности, направленной к обособлению от Московской Патриархии. И как только представилась возможность, мы и проявили своё настроение в том, что решили остаться на местах, дождаться прихода Красной Армии и ходатайствовать о воссоединении нас с Русской Церковью».
8 апреля 1945 года в Белград прибыла делегация Русской Православной Церкви. В соответствии с данными епископу Сергию (Ларину) полномочиями от Святейшего Патриарха Алексия причт и община Свято-Троицкой церкви в Белграде были приняты в каноническое и евхаристическое общение и подчинение Московской Патриархии. Остальные приходы переходили в состав Сербской Церкви в подчинение сербских епархиальных архиереев, как это было, например, на территории Воеводины, в Бачской епархии. Оставшееся там небольшое число русских за неимением русских священников обслуживало сербское духовенство, знающее русский язык и русское церковное пение.
В том же 1945 году указом патриарха Алексия протоиерей Иоанн был утверждён в должности благочинного русских православных приходов Югославии, а указом от 13 ноября 1945 года был удостоен награждения митрой.
В 1948 году протоиерей Иоанн Сокаль, протоиерей Владислав Неклюдов, профессор Всеволод Троицкий были в Москве почетными гостями на торжествах в связи с празднованием 500-летия автокефалии Русской Православной Церкви и участвовали в совещании предстоятелей и представителей Православных Автокефальных Церквей.

### Возвращение на Родину
В феврале 1950 года протоиерей Иоанн Сокаль с семьёй вернулся на Родину, получив назначение ректором в Саратовскую духовную семинарию.
9 февраля 1951 года на открытом заседании Совета Ленинградской духовной академии под председательством ректора Академии Симеона (Бычкова), епископа Лужского и в присутствии Высокопреосвященного Григория (Чукова), митрополита Ленинградского и Новгородского, прошла защита магистерской диссертации протоиерея Иоанна Сокаля. Рецензентами диссертации были профессор протоиерей В. М. Верюжский и доцент протоиерей И. С. Козлов. После успешной защиты Учёный Совет присудил соискателю степень магистра богословия. Данное постановление было утверждено Святейшим Патриархом Алексием 26 февраля 1951 года.
25 июня 1953 года отец Иоанн назначается ректором Минской духовной семинарии.
В 1956 году переведен ректором Одесской духовной семинарии.
20 июля 1957 года был назначен настоятелем Смоленского Успенского собора и секретарем Управления Смоленской епархии. В этой должности он встречает тяжёлый период хрущёвских гонений на Церковь.
Вскоре отца Иоанна постигает тяжёлая утрата, умирает его супруга Мария Софроньевна. Овдовев, принимает монашеский постриг в Троице-Сергиевой Лавре с именем Иннокентий. Ему было уже 76 лет.

### Архиерейство
Священный Синод на своём заседании от 24 апреля 1959 года определил иеромонаху Иннокентию по возведению в сан архимандрита быть епископом Смоленским и Дорогобужским. Его епископская хиротония состоялась 10 мая 1959 года в Троице-Сергиевой Лавре. Чин хиротонии совершали Святейший Патриарх Алексий, архиепископ Можайский Макарий и епископ Дмитровский Пимен.
До епископа Иннокентия епархией управлял епископ Михаил (Чуб), который только в период с 1955 по 1957 года непосредственно находился в Смоленске, а с 1957 по 1959 год совмещал управление Смоленской епархией со служением в Германии, в Берлинской епархии. Так что нужда в своём архиерее в Смоленске была острая, а отец Иннокентий Сокаль был уже не просто знаком со всеми делами епархии, а родным для всех человеком.
15 октября 1964 года ушёл на покой по болезни в возрасте 81 года.
14 мая 1965 года епископ Иннокентий скончался на покое. Чин отпевание епископа Иннокентия был совершен 16 мая епископом Волоколамским Питиримом (Нечаевым) и епископом Смоленским и Дорогобужским Антонием (Вакариком). Похоронен на Тихвинском кладбище Смоленска, рядом с могилами других почивших Смоленских архипастырей. Впоследствии останки были перенесены в придел Собора смоленских святых Успенского кафедрального собора.

## Сочинения
- «Психологический анализ личности св. Иоасафа в связи с современным состоянием русского общества» (Курск, 1911);
- «Как должны жить христиане по учению св. Иоасафа» (Курск, 1911);
- «Учение церковных писателей о Божием попущении» (Курск, 1911);
- «Бытие Бога» (София, 1938).
- Путешествие Югославской делегации из Белграда в Москву на выборы Патриарха Московского и всея Руси // Журнал Московской Патриархии. 1945. — № 4. — С. 22-25.
- Приветствие от русских приходов в Югославии [по поводу торжеств 500-летия автокефалии Русской Православной Церкви] // Журнал Московской Патриархии. 1948. — № 9. — С. 12-15.
- Покаянное чувство в молитвах и песнопениях св. Четыредесятницы // Журнал Московской Патриархии. 1950. — № 3. — С. 34-37.
- Возвращение на Родину // Журнал Московской Патриархии. 1950. — № 4. — С. 60-61.
- Патриарх Сербский Гавриил (некролог) // Журнал Московской Патриархии. 1950. — № 5. — С. 22-25.
- Богослужения Великих Пятка и Субботы // Журнал Московской Патриархии. 1951. — № 3. — С. 34-36.
- Церковное торжество в Вязьме (освящение Свято-Троицкого собора) // Журнал Московской Патриархии. 1958. — № 2. — С. 15-16.
- Речь при наречении его во епископа Смоленского и Дорогобужского // Журнал Московской Патриархии. 1959. — № 6. — С. 38.